# Torben Betts
Pour les articles homonymes, voir Betts.
Torben Betts, né à Stamford dans le Lincolnshire en Angleterre en 1968, est un acteur et dramaturge anglais.

## Biographie
Il a fait ses écoles à Stamford puis a étudié la littérature et la langue anglaise à l'Université de Liverpool. Il s'est formé et a travaillé en tant qu'acteur avant de devenir dramaturge. Il n'a cependant reçu que peu d'aide de l'institution théâtrale. Sa pièce The Unconquered, produite par la Stellar Quines Company, a été nommée comme Best New Play en 2006-2007 aux Critics' Award for Theatre in Scotland.
Ses pièces sont publiées en Angleterre par Oberon Books, Londres. Actuellement, une seule de ses pièces, La Sourde Oreille, a été traduite en français.

## Pièces
- A Listening Heaven (1996) (La Sourde Oreille)
- Incarcerator (1997)
- Mummies and Daddies (1998)
- Five Visions of the Faithful (2000)
- Clockwatching (2000)
- The Biggleswades (1997)
- Silence and Violence (2001)
- The Last Days of Desire (2001)
- Spurning Comfort (1998)
- The Trough (2002)
- The Lunatic Queen (2003)
- The Error of Their Ways (2004)
- The Misfortune of Martha Mcleod
- Glorious
- The Swing of Things (2005)
- The Company Man (2006)
- The Unconquered (2007)

## Publications

### Œuvres complètes
- Plays, vol. I : A Listening Heaven, Mummies and Daddies, Clockwatching
- Plays, vol. II : Incarcerator, Five Visions of the Faithful, The Biggleswades, Silence and Violence, The Last Days of Desire
- Plays, vol. III : The Swing of Things, The Optimist, The Company Man

### Œuvres séparées
- The Lunatic Queen
- The Unconquered
- The Error of Their Ways